# Nele Dehnenkamp
Nele Dehnenkamp (* im 20. Jahrhundert) ist eine deutsche Dokumentarfilmerin.

## Leben
Dehnenkamp absolvierte ein Studium der Sozialwissenschaften an der Humboldt-Universität zu Berlin und setzte ihre Ausbildung in New York fort. Dort vertiefte sie sich in Themen wie Masseninhaftierung und die sozialen Ungleichheiten, die durch das US-amerikanische Justizsystem verstärkt werden. Ihre filmische Laufbahn begann sie an der Filmakademie Baden-Württemberg, wo sie ein Diplom im Fach Dokumentarfilmregie erwarb. Dehnenkamp hat einen längeren Auslandsaufenthalt in den Vereinigten Staaten hinter sich, der sie stark prägte und ihre filmische und soziologische Perspektive schärfte. Dehnenkamp lebt in Berlin.

## Wirken
Dehnenkamp ist für ihre beobachtenden Dokumentarfilme bekannt, die sich oft mit den Erfahrungen von Frauen und deren Traumata auseinandersetzen. Ihre Arbeit zeichnet sich durch eine menschliche Sensibilität und eine feministische Perspektive aus, die sie konsequent in ihren Filmen vertritt.
Ihr Spielfilmdebüt For the Time Being erforscht die Herausforderungen und die Widerstandsfähigkeit von Frauen, die mit dem Gefängnissystem in den Vereinigten Staaten leben müssen. Dieser Film stellt ein Langzeitbeobachtungsprojekt dar, das die Prägung der Lebenswirklichkeit vieler schwarzer Amerikanerinnen durch strukturelle Nachteile zeigt.

## Auszeichnungen
Dehnenkamps Filme wurden auf  Festivals wie dem IDFA, DOK Leipzig und in Palm Springs gezeigt und gewannen mehrere Preise. Zu ihren Auszeichnungen zählen der Grimme-Preis und der IDA David L. Wolper Student Documentary Award. Im Jahr 2019 erhielt ihr Beitrag We will survive im Rahmen des Lichter Filmfest Frankfurt International den Preis in der Kategorie „Regionaler Kurzfilm“. Ihr Kurzfilm Seepferdchen wurde 2021 mit dem Grimme-Preis ausgezeichnet und qualifizierte sich für die Academy Awards 2022. Für den Film Seepferdchen erhielt Dehnenkamp 2021 zudem eine lobende Erwähnung im Rahmen des Preises der doxs!-Initiative, den Young C. Award im Rahmen von Civis – Europas Medienpreis für Integration und den Publikumspreis für den besten studentischen Kurzfilm beim Unabhängigen FilmFest Osnabrück.